# Таитянская федерация футбола
Таитя́нская федера́ция футбо́ла (ФТФ) (фр. Fédération tahitienne de football (FTF)) — организация, осуществляющая контроль и управление футболом во Французской Полинезии. Располагается в Папеэте. ФТФ основана в 1989 году, заменив собой Лигу футбола Французской Полинезии, вступила в ФИФА и в ОФК в 1990 году. Федерация организует деятельность и управляет национальными сборными по футболу (мужской, женской, молодёжными). Под эгидой федерации проводится чемпионат страны и многие другие соревнования.